# Juan Carlos Mondragón
Juan Carlos Mondragón, né en 1951, est un écrivain et critique littéraire uruguayen.

## Biographie
Juan Carlos Mondragón est né à Montevideo (Uruguay) en 1951. Formé à l’Institut de Profesores Artigas (IPA), il commence à enseigner la littérature dans le secondaire et participe, durant ces années d’apprentissage, à la rédaction de manuels scolaires sur les œuvres de Larra, Kafka et sur l’Évangile selon Jean.
Le contexte national l’éloigne de l’enseignement et, après avoir exercé quelques métiers -dont celui d’assistant dans la librairie La Colonial-, il entame une carrière dans le milieu de la publicité avec un poste de rédacteur, puis il s’associe à Gonzalo Bianchi avec qui il ouvre un atelier de création. Parallèlement, il donne des cours de sémiotique et de messages mass media à l’Universidad Católica del Uurguay.
Son essai El arte de comparar (la estética del fracaso en Isidore Ducasse) lui permet de remporter le Prix Jules Supervielle en 1984, prix remis par l’Alliance Française d’Uruguay. L’année suivante, en 1985, il gagne le concours de narration "Lectores de Banda Oriental" grâce à son recueil de nouvelles Aperturas, miniaturas, finales.
Dans les années 80, il commence également à publier ses fictions dans plusieurs anthologies publiées par Trilce, maison d’édition de Montevideo. Il participe par ailleurs à l’écriture d’un roman collectif, La muerte hace buena letra, publié en 1993.
En 1985, après avoir validé une licence de Philologie Hispanique à Madrid, il s’installe une première fois à Barcelone et valide deux diplômes de maîtrise, l’un délivré par l’Université Centrale et l’autre par l’Université Autonome de Barcelone.
Entre 1988 et 1989, et avec l’Instituto de Cooperación Iberoamericana, il organise un cycle de conférences à Montevideo autour des prix Cervantes. Il y anime des conversations sur Gonzalo Torrente Ballester et sur Dámaso Alonso. Il participe à la rédaction du Diccionario de Literatura uruguaya (Arca, 1989) et à la configuration du projet littéraire Capítulo Oriental, pour lequel il écrit des papiers sur Juan Carlos Onetti et José Pedro Díaz.
En 1990 il gagne la mention spéciale du Prix Juan Rulfo pour le récit "Un pequeño nocturno por Libertad Lamarque". C’est l’année où il s’installe à Barcelone pour la deuxième fois et obtient un doctorat en Sciences de l’Information (Universidad autónoma de Barcelone) avec une thèse portant sur les textes théoriques de Joaquín Torres García. Il soutient une autre thèse à la Sorbonne Nouvelle (Paris 3), sous la direction de Claude Fell, sur l’œuvre de fiction de Juan Carlos Onetti. Il intègre les centres de recherche Critical, Celcirp et s’associe à la S.H.F. En 1990, il est invité par la MEET (Maison des Ecrivains Etrangers et des Traducteurs) de Saint-Nazaire, où il réside deux mois et publie Le centre de carène.
Il écrit dans ces années des prologues pour les livres d’Álvaro Mutis, d’Eduardo Mendoza et d’Ernesto Sábato, entre autres. Il prend en charge la sélection des récits, le prologue et les notes et commentaires des anthologies Amor al sur et Tierras imaginadas (Hatier, 1992)
En 1996, il participe aux "Jornadas Uruguay Literario", événement organisé par la Casa de América de Madrid. Il est invité à l’École Normale Supérieure pour dispenser des cours d’Agrégation à Fontenay et à Lyon. Il collabore à la rédaction dans les volumes Archives en proposant ses lectures d’écrivain des œuvres de Juan Carlos Onetti et de Juan José Saer. Titularisé maître de conférences en France au début des années 1990, il dicte des cours de civilisation et de littérature latino-américaines, d’abord à l’Université de Grenoble puis à Lille 3, jusqu’en 2019.
Il est membre correspondant de l’Académie des Lettres d’Uruguay depuis 1998 et reçoit en 2015 la médaille du Sénat de France, distinction honorifique reçue au titre de son apport aux relations intellectuelles entre la France et l’Uruguay.
Durant toutes ces années, il publie régulièrement ses œuvres de fiction, en France comme dans la région du Río de la Plata. La dernière publication est la traduction Le sous-marin Peral aux éditions du Seuil, à Paris, en 2020.
En avril 2020, il inaugure une page web interactive présentant essais et fictions, il s’agit du Cabaret literario La Coquette : https://mondragonvaracchi.com/

## Œuvre
- Aperturas, miniaturas, finales, Ediciones de la Banda Oriental, Montevideo, 1885. Premio de narrativa Lectores de Banda Oriental.
- Nunca conocimos Praga, Ediciones de la Banda Oriental, Montevideo, 1986.
- In memoriam Robert Ryan, Ediciones Trilce, Montevideo, 1991.
- "Conducta del antílope hembra", in Veinte años de cuento uruguayo, Linardi y Risso ed., Montevideo, 1991.
- Mariposas bajo anestesia, Ediciones Trilce, Montevideo, 1993.
- Las horas en la bruma, Cal y canto, Montevideo, 1996.
- Nunca conocimos Praga (Transfiguración), Ediciones de la Banda Oriental, Montevideo, 1997.
- Siete partidas, Librería Linardi y Risso, Montevideo, 1998.
- El misterio Horacio Q, Cal y canto, Montevideo, 1998. Planeta. Buenos Aires, 2005.
- Montevideo sin Oriana, Cal y canto, Montevideo, 2000.
- Nunca conocimos Praga (libro tercero), Cal y canto, Montevideo, 2003.
- Pasión y olvido de Anastassia Lizavetta, Planeta. Buenos Aires, 2004.
- "Minotauromaquia al claro de luna", in Cuentos olímpicos, Páginas de espuma, Madrid, 2004.
- Night and Day (espectros de La vida breve), Ediciones del Caballo Perdido, Montevideo, 2006.
- Hagan de cuenta que estoy muerto, Seix Barral, Biblioteca Breve. Buenos Aires, 2007. Ediciones Casus-Belli. Madrid, 2011.
- El viaje a Escritura, Ediciones del Caballo Perdido, Montevideo, 2008.
- Bruxelles piano-bar, Seix Barral. Buenos Aires, 2010.
- Barcelona senza fine, Ediciones del Caballo Perdido, Montevideo, 2011.
- "Dragón entre nubes", in: Buenos Aires Review, août 2013. Édition en ligne[1]
- "Los marinos cantores", Revista de la Academia Nacional de Letras, Año 6, Nº 9, Montevideo, 2013.
- La fuente del relato, Seix Barral, Biblioteca Breve, Buenos Aires, 2013.
- El submarino Peral, Ediciones Yaugurǘ, Montevideo, 2016.
- Cabaret literario La Coquette. https://mondragonvaracchi.com/
- o pasado sin falta, Ediciones Casus Belli, Madrid, 2021.
- Alcools de Guillaume Apollinaire (une traduction), Editorial Yaugurú, Montevideo, 2022.
- Le croupier magyar, roman, Editorial Yaugurú, Montevideo, 2023.
- Las cartas del vidente / Le bateau ivre / Une saison en enfer d'Arthur Rimbaud (una traducción), Editorial Yaugurú, Montevideo, 2023.
- Illuminations (una traducción), d'Arthur Rimbaud, Editorial Yaugurú, Montevideo, 2024.

## Publications et traductions françaises
- Le centre de carène. MEET / Arcane 17. Saint-Nazaire, 1991. MEET / les bilingües. Saint-Nazaire, 2011.
- Petit nocturne pour Libertad Lamarque. Le Serpent à plumes Nº 22, 1994.
- Papillon sous anesthésie. in Amérique latine, trente ans après. NRF no 528. Paris, 1997.
- Monologue de la Mamma. in Aimer sa mère / théâtre Actes Sud-Papiers, 1998.
- ASA Saint-Nazaire(con Mathieu Schiffman, fotos). MEET Éditions. Saint.Nazaire, 1998.
- Droit de réponse, MEET no 2, Revue de la Maison des Écrivains et des traducteurs de St-Nazaire, Saint-Nazaire, 1998.
- Oriana à Montevideo. Seuil. Paris, 2002.
- La nuit où Gilda a chanté Amado mio. in Queen Mary 2 & Saint-Nazaire. MEET. Saint-Nazaire, 2003.
- Le principe de Van Helsing. Seuil. Paris, 2004.
- Montevideo / 71", in Avoir vingt ans, Meeting no 5. MEET, Saint-Nazaire, 2007.
- « El viaje de invierno », in TIGRE 15 (Trace et Littérature), CERHIUS, Université Stendhal, Grenoble III, 2006-2007.
- Le capitaine. in Marie-Claud de Brunhoff, Les Théâtres immobiles. Seuil. Paris, 2008.
- Passion et oubli d’Anastassia Lizavetta. Seuil. Paris, 2010.
- Bruxelles piano-bar. Seuil. Paris, Février 2015.
- Le sous-marin Peral. Seuil. Paris, Février 2020.

## Préfaces et introductions
- Prologue à Los fuegos de San Telmo de José Pedro Díaz, Ed. de la Banda Oriental, Montevideo, 1987.
- Introduction à La neige de l'Amiral, de Alvaro Mutis. Coll. Les Cahiers Rouges, Grasset, Paris, 1992.
- Introduction à La dernière escale du tramp steamer, de Alvaro Mutis. Coll. Les Cahiers Rouges, Grasset, Paris, 1992.
- Introduction à Ilona vient avec la pluie, de Alvaro Mutis. Coll. Les Cahiers Rouges, Grasset, Paris, 1992.
- Amor al Sur. Recueil de récits en langue espagnole de plusieurs auteurs latino-américains autour d'une thématique; choix des textes et notes. Coll. Lire en V.O. Hatier, Paris, 1992.
- Tierras imaginadas. Idem 8 (auteurs espagnols et latino-américains); choix des textes et notes. Coll. Lire en V.O.Hatier, Paris, 1992.
- Préface à Anaconda, de Horacio Quiroga. Coll. Points, nº R551, Seuil, Paris, 1994.
- Préface à La ville des prodiges, de Eduardo Mendoza. Coll. Points, nº P56, Seuil, Paris, 1995.
- Préface à Le maître d'escrime, de Arturo Pérez-Reverte. Coll. Points nº P154, Seuil, Paris, 1995.
- Préface à Un nom de torero, de Luis Sepúlveda. Coll. Points nº P311, Seuil, Paris, 1996.
- Préface à Héros et tombes, de Ernesto Sábato. Coll. Points nº P311, Seuil, Paris, 1997.
- Préface et notes à Nous l'aimons tant Glenda, de Julio Cortázar. Coll. Folio bilingue, no 84, Gallimard, Paris, 1999.
- Prologue à Para sentencia de Omar Prego, Ediciones de la Banda Oriental, Montevideo, 2006.
- Prologue à Hommage à l’Amérique latine, Olivier Föllmi, La Martinière, Paris, 2007.

## Essais, travaux critiques et contributions
- « El naipe en la manga: el azar en Borges », in Borges, el último laberinto, Linardi y Risso ed., Montevideo, 1986.
- El arte de comparar (la estética del fracaso en Isidore Ducasse). Premier prix du concours d'essais Jules Supervielle. MZ editor, Montevideo, 1986.
- Rédacteur-collaborateur du Diccionario de Literatura uruguaya. Arca, Montevideo, 1987-89.
- « La realidad como polizón o el oleaje tan temido », in Juan Carlos Onetti, medio siglo de escritura, Linardi y Risso ed., Montevideo, 1989.
- « Signos/Palimpsestos », sur une œuvre de Daniel Dezeuze, in « Revue 303, Art, Recherches et Création », Nantes, 1991.
- Aporie, éclipse et transfiguration de Montevideo dans l’œuvre de Juan Carlos Onetti, thèse soutenue à l’université Lille 3, 1994. (Docteur de la Sorbonne Nouvelle, Paris 3)
- « Pistas para detectar puntos vélicos » (sur Julio Cortázar), América. Cahier du CRICCAL no 17, Presse de la Sorbonne Nouvelle, Paris, 1996.
- « Juan Carlos Onetti: misterio y transfiguración de Montevideo », in Historia de la literatura uruguaya contemporánea, Tome I: La narrativa del medio siglo. Ediciones de la Banda Oriental, Montevideo, 1997.
- « José Pedro Díaz: la literatura mar adentro », in Historia de la literatura uruguaya contemporánea, Tome I: La narrativa del medio siglo. Ediciones de la Banda Oriental, Montevideo: 1997.
- « Las ideas estéticas del comisario Medina », Río de la Plata no 25 consacré à Juan Carlos Onetti, CELCIRP, Paris, 2003.
- « El recordado caso de la Galería Vivienne », América. Cahiers du CRICCAL no 29, Presses de la Sorbonne Nouvelle, Paris, 2003.
- « L’autrefois, l’autre est à mont », in Les Cahiers de l’ ILCEA(n°5), Université Stendhal, Grenoble 3, 2003.
- « La utopía virtual », América. Cahiers du CRICCAL no 32, Presses de la Sorbonne Nouvelle, París, 2005.
- « Memoria y deseo en La vida breve de Juan Carlos Onetti », in Figuras du désir dans la littérature de langue espagnole, Hommage à Amadeo López, CRIIA, Université Paris X, Nanterre, 2007.
- « Cuenta el tiempo » (sobre Jacob y el otro), in Relatos de Juan Carlos Onetti, Ed. ARCHIVOS, Poitiers/Córdoba, 2009.
- « La sonda y el enigma », in Juan José Saer. Glosa y El entenado, Colección Archivos no 61, Poitiers, 2010.
- « A propósito de “Lugar” de Juan José Saer », in Critica cultural / Dossiê Juan José Saer, Universidade do Sul de Santa Catarina, Vol. 5, Num 2. Décembre 2010.
- « Ángeles sobre Ecuador: apuntes sobre la prosa de Adoum », Les cahiers du LITORAL I no 10, Boulogne-sur-Mer/Allemagne, 2011.
- « Lo imborrable. Alma, inclínate sobre los cariños idos » (sur un roman de Juan José Saer), in Zona de prólogos (Paulo Ricci comp.), Buenos Aires, Seix Barral, 2011.
- « La novela de Carlos Tomatis » (sur les textes de Juan José Saer), in Cuadernos LIRICO, 6, Paris, 2011. En ligne[2]
- « París: ciudad metáfora en la obra de Mario Levrero », in La máquina de pensar en Mario (ensayos sobre la obra de Levrero), Eterna Cadencia, Buenos Aires, 2013.
- « Martillo de brujas: el capítulo Naccos », in Pouvoir de la violence et violence du pouvoir. Séminaire Amérique Latine, Paris, 2013, pp.23-30. En ligne[3]
- « Lo decorativo y lo despiadado en la voz de Irineo Funes », in Nuevas inquisiciones borgianas (dirs. Eduardo Ramos-Izquierdo et Paul-Henri Giraud), SAL Hors-série, Paris-Lille3, 2015. Publication en ligne (pp.10-19)[4]
- * « J'ai deux amours, mon pays et Paris», in La Vida Breve de Juan Carlos Onetti, Ed. RAE ASALE, Espagne, 2024.

## Articles de presse, entretiens et travaux sur l'œuvre de Mondragón
- Pierre Bigot, "Portrait", Maison des écrivains, Ouest-France, 24/10/1990.
- Andrea Klose, "A la recherche de… Saint-Nazaire", Presse-Océan, 21/11/1990.
- Pablo Rocca, "Montevideo necesita una mitología", Brecha, Montevideo, 30/10/1992.
- Carina Blixen, "Entre mariposas y vampiros", Brecha, Montevideo, 8/04/1994.
- Carlos María Domínguez, "Partidas, riesgos y misterios en la literatura uruguaya", Búsqueda, Montevideo, 27/08/1998.
- Carlos Cipriano López, "Después de Quiroga", El País, Montevideo, 6/09/1998.
- Alvaro Ojeda, "Un homenaje en el Bar Siroco", El Observador, Montevideo, 11/10/1998.
- Carina Blixen, "Siete pulseadas con la muerte", El País Cultural no 468, Montevideo, 23/10/1998.
- Jorge Albístur, "El grado cien de la escritura", Brecha, Montevideo, 20/11/1998.
- Soledad Platero, "Los complots de la escritura", El País Cultural no 475, Montevideo, 11/12/1998.
- Soledad Platero, "Una sombra errante", El País cultural, no 475, 11/12/1998.
- Silvana Tanzi, "Diez historias detrás de un espectro", Búsqueda, 4/03/1999.
- Jorge Albístur, "No sólo el lenguaje tiene la palabra", Brecha, Montevideo, 17/11/2000.
- Albert Bensoussan, "Oriana à Montevideo", Magazine Littéraire no 406, Paris, 02/2002.
- Jean-Didier Wagneur, "En mal d’aurore", Libération, Paris, 30/05/2002[5].
- Carina Blixen, "Los pasos de Mondragón", Brecha, 28/03/2003.
- Gloria Salbarrey, "Praga por tres", El País Cultural no 720, 22/08/2003[6].
- Jean Soublin, "Obsédante Montevideo", Le Monde, 16/04/2004
- Silvia Baron Supervielle, "Mondragón à Montevideo", Les Lettres Françaises, 27/04/2004.
- Anne Pitteloud, "La ville disloquée de Juan Carlos Mondragón", Courrier de Genève, 8/05/2004.
- Victoria Gómez, "Pasión y olvido de Anastassia Lizavetta", El Observador, 16/05/2004.
- Silvana Tanzi, "Hastío de mujer", Búsqueda, Montevideo, 27/05/2004.
- Carina Blixen, "Los territorios inquietantes", entretien, El País no 773, Suplemento Cultural, Montevideo, 27/08/2004[7].
- Ana Inés Larre Borges, "Sangre en las manos", Brecha, Montevideo, 15/10/2004.
- Rodolfo Modern, "Escritura con meandros y reminiscencias", La Gaceta literaria, Buenos Aires, 4/09/2005.
- María Esther Gilio, "La música del adiós", Brecha, Montevideo, 19/05/2006.
- Alejandro Gortázar, "Espectros de Onetti" (au sujet du roman Night and Day), La Diaria, Montevideo, 1/06/2006.
- Ignacio Bajter, "Las galerías del tiempo", Brecha, Montevideo, 9/11/2007.
- Francisco Tomsich, "A cada cual su Mondragón" , Brecha, Montevideo, 27/07/2007.
- Alejandro Gortázar, "El detective en el precipicio", La Diaria, 29/02/2008.
- Alejandro Gortázar, "Yo es un otro", La Diaria, Montevideo, 25/08/2008.
- Ritta Baddoura, "Lautréamont par Mondragón. Portrait magnétique au visage absent.", L’Orient Le Jour, 9/01/2010.
- Eric Loret, "Mondragón tout feu tout flamme", Libération, 11/03/2010[8].
- Jean Soublin, "Passion et oubli d'Anastassia Lizavetta de Juan Carlos Mondragón: Montevideo, l’épuisée", Le Monde, 1/03/2010[9].
- Claire Lefebvre, “Anastassia Lizavetta, c’est moi!”, La voix du Nord, 25/03/2010.
- Jacques Fressard, "La passion d’Anastassia", La Quinzaine no 1012, 1-15/04/2010[10].
- Adrien Gombeaud, "Dans la peau d’une tueuse", Les Echos, 13/04/2010[11].
- Luc Abel, "J.C.M. Passión et oubli d’Anastassia Lizavetta", La vie littéraire, 30/06/2010.
- Charif Majdalani, "Douze heures d’une vie ordinaire", L’Orient-Le tour, 1/07/2010[12].
- Julieta Grosso, "Los hijos de la violencia", Diario El Popular, 17/08/2010[13].
- Hernán Reyes, "Creador de páginas alucinógenas", El Observador, 21/08/2010.
- Paola Galano, “La historia real no la podés hacer sin imaginación.” La Capital /Ida y Vuelta, 22/08/2010.
- Silviana Friera, "En la escritura hay un descontrol de la imaginación", entretien, Página 12, 23/08/2010[14].
- Román García Azcárate, "Me juego a los lectores que hicieron nuestra grandeza", entretien, Revista Eñe, 24/08/2010[15].
- Christian Kupchik, "¿Cómo instalar la lejana Bruselas a orillas del Río de la Plata?", Tiempo argentino, 28/08/2010[16].
- "Un paisaje de exilio", Diario La prensa, Buenos Aires, 29/08/2010[17].
- Lucía Marroquín, "Mondragón: contra el eclipse", Perfil, 12/09/2010.
- Fernando Krapp, "La ciudad sin orillas", Página 12, 12/09/2010[18].
- Silvana Tanzi, "La Bélgica de esta orilla", Búsqueda, 4/11/2010.
- Ángeles Blanco, "Exilio psíquico", Brecha, 19/08/2011. L'article se trouve également sur le blog de la journaliste[19]
- Alexandra Milleville, "L’imagination : zone franche des mondes possibles", Amerika [En ligne], 5 | 2011[20].
- Valentina Litvan, "Escribir en la orilla. Encuesta a escritores actuales de ambos lados del Río de la Plata", Cuadernos LIRICO [En ligne], 8 | 2013[21].
- Alejandro Gortázar, "Il n’y a pas de hors-texte (sobre tres obras de Juan Carlos Mondragón)", publié sur le blog Sujetossujetados le 31/10/2013[22].
- Alain Nicolas, "Bruxelles en el corazón à Montevideo", L'humanité, 05/02/2015.
- Jordi Batallé, "Bruxelles piano-bar en francés", RFI español, 13/03/2015. Article et entretien radiophonique avec l'auteur [23]
- Jacques Fressard, "Leopoldo de Bruxelles", La Quinzaine littéraire N°1123, 1-14/03/2015
- Salon du livre de l'Amérique latine, "Juan Carlos Mondragon, Bruxelles piano-bar, éd. du Seuil et Seix Barral", Paperblog, entretien vidéo avec l'auteur, 01/04/2015[24]
- Diana Castilleja, "Regards hispano-américains sur Bruxelles. La ville d’après Carpentier, Molina et Mondragón", Brussel schrijven - Ecrire Bruxelles, Acke, D. & Bekers, E. (eds.), Brussel: ASP / VUBPRESS, Vol.14, 2016, p. 169-179 (Urban notebooks; n°14)
- Óscar Brando, "Cuentos de Juan Carlos Mondragón. El milagro secreto", Brecha, 26/08/2016.
- Juan de Marsilio, "Submarinos varios", El País, Montevideo, 05/05/2017. https://www.elpais.com.uy/cultural/submarinos.html
- Jordi Batalle, "El submarino Peral, traducido al francés", intervieuw, RFI, 06/03/2020.https://www.youtube.com/watch?v=g-wjZDwWfUc
- Heber Perdigon "Onetti explora temas de la condición humana" La República, Uruguay, 03/10/2018.
- Hugues Robert, "« Le sous-marin Peral » (Juan Carlos Mondragón)", Charybde27 : Le blog, Note de lecture, 08/04/2020, https://charybde2.wordpress.com/2020/04/08/note-de-lecture-le-sous-marin-peral-juan-carlos-mondragon/
- Jaime Clara, "Juan Carlos Mondragón inauguró Cabaret Literario virtual", intervieuw, Sábado Sarandí, Radio Sarandí, Uruguay, 30/04/2020, https://www.sarandi690.com.uy/2020/04/30/juan-carlos-mondragon-inauguro-cabaret-literario-virtual/
- Alain Nicolas, "Vingt mille lieues sous le roman", au sujet de Le sous-marin Peral (trad.), L’humanité, 07/05/2020.
- "Insubmersible", Books, N°108, juin 2020.
- Hugues Robert, "Note de lecture: Le principe de Van Helsing", Charybde 27: le Blog, juillet 2020. https://charybde2.wordpress.com/2020/07/11/note-de-lecture-le-principe-de-van-helsing-juan-carlos-mondragon/
- Pablo Silva Olazabal, “Juan Carlos Mondragón presenta su nueva web”, La máquina de pensar, Radio Uruguay, 27/07/2020, http://radiouruguay.uy/juan-carlos-mondragon-presenta-su-nueva-web/
- Martine Sagaert, "Juan Carlos Mondragón, l’appel des profondeurs et le cerf-volant des nuées", Les Lettres françaises, décembre 2020.
- Cada uno con su tema podcast, "Libros más esperados del 2021, Juan Carlos Mondragón, o pasado sin falta", entretien sur Youtube, juillet 2021 https://www.youtube.com/watch?v=SIkqT--gCXE&ab_channel=CadaunoconsuTemaPodcast
- Los alcoholes del poeta, Miguel Avero. Brecha, Uruguay, 26/08/2022. https://brecha.com.uy/los-alcoholes-del-poeta/
- Yo decidí que Montevideo tiene magia, entrevista de Jaime Clara, CX 8 Radio Sarandí, Uruguay, 20/09/2022. https://www.sarandi690.com.uy/2022/09/20/juan-c-mondragon-yo-decidi-que-montevideo-tiene-magia/
- La máquina de pensar, entretien de Pablo Silva Olazábal. CX 26 Radio Uruguay, 23/09/2022. https://mediospublicos.uy/entrevista-al-escritor-juan-carlos-mondragon/
- Apollinaire, desde esta orilla, Rosario Peyrou. Le Monde Diplomatique / La Diaria, 5/10/2022.
- Apollinaire, poeta rebelde y escandaloso, Juan de Marsilio. El País Cultural, Uruguay, 20/11/2022. https://www.elpais.com.uy/cultural/apollinaire-poeta-rebelde-y-escandaloso
- Gustavo Calvo, "Abrazarse a lo fantástico (sobre Le croupier magyar)", Brecha Uruguay, 01/09/2023.

https://brecha.com.uy/abrazarse-a-lo-fantastico/
- La máquina de pensar, entretien radiophonique autour du roman Le croupier magyar, 20/06/2023. https://mediospublicos.uy/le-croupier-magyar/
- "Las series son mis novelas de caballeria", reportage de Gustavo Calvo, Brecha, 22/12/2023. https://brecha.com.uy/las-series-son-mis-novelas-de-caballeria/
- Roberto López Belloso, Las cartas del vidente, Le Monde Diplomatique, La Diaria Uruguay, janvier 2024. https://ladiaria.com.uy/le-monde-diplomatique/articulo/2024/1/poesia-las-cartas-del-vidente/
- El Tungue le, entretien radiophonique portant sur les traductions de Rimbaud, 16/01/2024.

https://mediospublicos.uy/carlos-mondragon-traduce-a-rimbaud/
- Carina Blixen, "Arthur Rimbaud, poeta francés "entre nous" con dos nuevas traducciones, una uruguaya y otra española, El que exploró los límites de lo decible", El Pais Cultural, 05/05/2024. https://www.elpais.com.uy/cultural/arthur-rimbaud-poeta-frances-entre-nous-con-dos-nuevas-traducciones-una-uruguaya-y-otra-espanola
- Pablo Silva Olazábal,La máquina de pensar, sur Arthur Rimbaud, radio Uruguay, 06/06/2024.
- Pablo Silva Olazábal,La máquina de pensar, sur la traduction de Illuminations d'Arthur Rimbaud, radio Uruguay, 25/09/2024.
- Rafael Trejo, sur Illuminations d'Arthur Rimbaud, Le monde diplomatique Uruguay, Année III n°22, 11/2024. https://ladiaria.com.uy/le-monde-diplomatique/articulo/2024/11/poesia-illuminations/
- Gustavo Calvo, "Un reencuentro con Rimbaud", Brecha, 17/01/2025. https://brecha.com.uy/un-reencuentro-con-rimbaud/